# Bas van Velthoven
Bas van Velthoven (Hazerswoude-Rijndijk, 26 februari 1985) is een Nederlands zwemmer. Hij vertegenwoordigde Nederland op de Olympische Zomerspelen 2008 in Peking. Van Velthoven is lid van het Nationaal Zweminstituut Amsterdam waar hij wordt getraind door Martin Truijens.

## Internationale toernooien
| Jaar | Olympische Spelen     | WK langebaan                               | WK kortebaan                                                   | EK langebaan                                                   | EK kortebaan                                                |
| ---- | --------------------- | ------------------------------------------ | -------------------------------------------------------------- | -------------------------------------------------------------- | ----------------------------------------------------------- |
| 2005 |                       | 8e 4x100m vrije slag 12e 4x200m vrije slag |                                                                |                                                                | geen deelname                                               |
| 2006 |                       |                                            | 17e 100m vrije slag 26e 200m vrije slag                        | 44e 100m vrije slag DQ 4x100m vrije slag 10e 4x200m vrije slag | 29e 50m vrije slag · 25e 100m vrije slag · 4x50m vrije slag |
| 2007 |                       | 15e 4x200m vrije slag                      |                                                                |                                                                | 22e 50m vrije slag 11e 100m vrije slag DQ 4x50m vrije slag  |
| 2008 | 10e 4x100m vrije slag |                                            | 23e 100m vrije slag · 4x100m vrije slag · 6e 4x200m vrije slag | 4x100m vrije slag                                              | geen deelname                                               |
| 2009 |                       | geen deelname                              |                                                                |                                                                | geen deelname                                               |
| 2010 |                       |                                            | geen deelname                                                  | 6e 4x200m vrije slag                                           | 27e 50m vrije slag 21e 100m vrije slag 5e 4x50m vrije slag  |

## Persoonlijke records
Bijgewerkt tot en met 4 december 2010

### Kortebaan
| Afstand         | Tijd    | Datum           | Plaats    |
| --------------- | ------- | --------------- | --------- |
| 50m vrije slag  | 22,15   | 28 juni 2009    | Alkmaar   |
| 100m vrije slag | 48,53   | 29 maart 2010   | Eindhoven |
| 200m vrije slag | 1.46,65 | 4 december 2010 | Amsterdam |

### Langebaan
| Afstand         | Tijd    | Datum         | Plaats    |
| --------------- | ------- | ------------- | --------- |
| 50m vrije slag  | 22,58   | augustus 2009 | Sheffield |
| 100m vrije slag | 49,80   | augustus 2009 | Sheffield |
| 200m vrije slag | 1.48,65 | augustus 2009 | Sheffield |